# 岗仁布齐黄耆
岗仁布齐黄耆（学名：Astragalus tatsienensis var. kangrenbuchiensis）为豆科黄芪属下的一个变种。

## 扩展阅读
- 維基物種上的相關：岗仁布齐黄耆